# Platystoma
Platystoma (лат.) — род мух из семейства платистоматид (Platystomatidae).

## Описание
Виды рода Platystoma — мелкие мухи от 3-11 мм. Тело чёрное с небольшими белыми или желтоватыми пятнами. Глаза обычно красные, хоботок крупный, давший название роду (лат. Platystoma означает «широкий рот»). Крылья черноватые с белыми пятнами. Для этого рода характерно сложное поведение при спаривании.

## Ареал
Встречаются в Европе, на востоке Палеарктики, на Ближнем Востоке и в Северной Америке.

## Виды
В Палеарктике насчитыывается около 40 видов рода:
- Platystoma aenescens Loew, 1868
- Platystoma arcuatum Loew, 1856
- Platystoma dimidiatum Hendel, 1913
- Platystoma euphorbiinum Enderlein, 1930
- Platystoma gemmationis (Rondani, 1869)
- Platystoma gilvipes Loew, 1868
- Platystoma hendeli Lindner, 1941
- Platystoma insularum (Rondani, 1869)
- Platystoma lugubre (Robineau-Desvoidy, 1830)
- Platystoma plantatione (Rondani, 1869)
- Platystoma provinciale Loew, 1868
- Platystoma pubescens Loew, 1845
- Platystoma punctiventre Portschinsky, 1875
- Platystoma rufipes Meigen, 1826
- Platystoma seminationis (Fabricius, 1775)
- Platystoma subfasciatum Loew, 1862
- Platystoma subtile Loew, 1868
- Platystoma tegularium Loew, 1859
- Platystoma valachiae Hendel, 1913